# Viorel P. Barbu
Viorel P. Barbu (n. 14 iunie 1941, Deleni, Vaslui, România) este un matematician, membru al Academiei Române. A fost rector al Universității „Alexandru Ioan Cuza”  din Iași între 1981 și 1989.

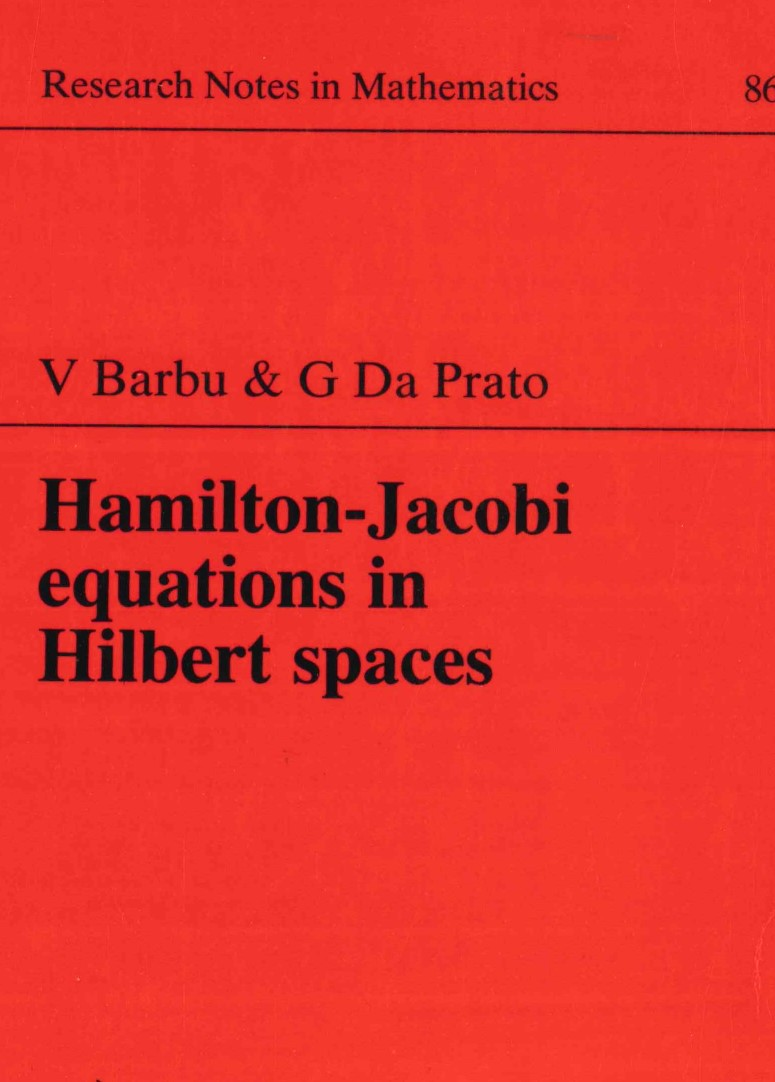
G. Da Prato, V. P. Barbu Hamilton-Jacobi equations in Hilbert spaces, 1983

## Biografie
Viorel P. Barbu s-a născut la Deleni, în anul 1941. A urmat Liceul Teoretic „Mihail Kogălniceanu” din Vaslui și ultimele clase la Liceul „Costache Negruzzi” din Iași. A absolvit Facultatea de Matematică la Universitatea „Alexandru Ioan Cuza” din Iași. 
Între anii 1974 și 1980 a fost lector al Universității „Alexandru Ioan Cuza” din Iași. A ocupat funcția de rector al acestei instituții între 1981 și 1989. Este membru de onoare al Academiei de Științe a Moldovei și membru al European Academy of Science. Deține titlul de Doctor Honoris Causa al Universității Statului Nebraska (University of Nebraska at Omaha).